# Sord M5
Sord M5 — японский домашний компьютер, выпущенный компанией Sord Computer Corporation в 1982 году. Также продавался в Англии (компанией Computer Games Limited) под названием CGL M5, Чехословакии и других странах. В Японии также продавался компанией Takara под названием Takara M5.
Компьютер стал одним из первых доступных домашних компьютеров в Чехословакии.
В отличие от большинства домашних компьютеров того времени, Sord M5 не имел встроенного интерпретатора Бейсика. Различные интерпретаторы поставлялись на картриджах: BASIC-I — целочисленный, очень простой; BASIC-G — для игр, с поддержкой графики и звука; BASIC-F — с поддержкой плавающей точки, для расчётов; а также FALC — пакет программ.
Стоимость компьютера с картриджем BASIC-I в Англии в декабре 1983 составляла 190 фунтов, картриджей BASIC-G, BASIC-F и FALC — по 35 фунтов.
Компьютер имел 55-клавишную резиновую клавиатуру, аналогичную компьютеру Sinclair ZX Spectrum, но со скошенным правым нижним углом у каждой клавиши.
В настоящее время существуют эмуляторы компьютера. В частности, он поддерживается многосистемным эмулятором MAME.

## Технические характеристики

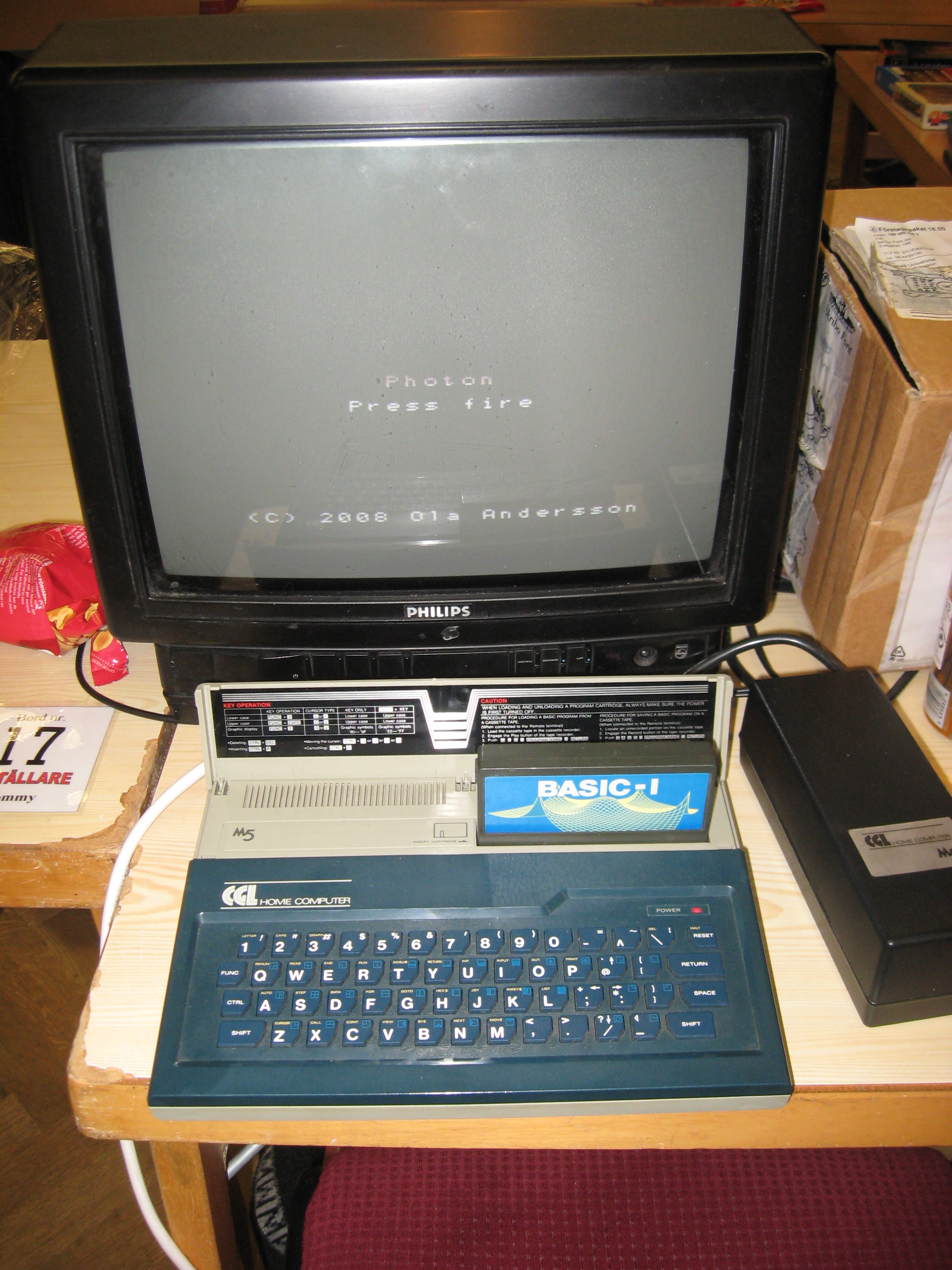
CGL M5

- Процессор: Zilog Z80 на частоте 3.58 МГц
- ОЗУ: 4 КБ
- Видео-ОЗУ: 16 КБ
- ПЗУ: 8 КБ, расширяется до 16 КБ
- Видео: на основе видеоконтроллера TMS9918
  - Текстовый режим 40×24 символов (символы 6×8 пикселей), 224 определяемых пользователем символов
  - Графика 256x192, 16 цветов
  - 32 аппаратных спрайта (16x16 пикселей)
- Звук: на основе микросхемы SN76489
  - 3 канала тона
  - 1 канал шума
  - 6 октав, 15 уровней громкости
- Разъёмы:
  - Выход на телевизор
  - Выход звука
  - 16-контактный разъём Centronics
  - DIN8 для подключения магнитофона
  - Два 6-контактных разъёма для джойстиков
- Источник питания: внешний